# Opel Omega
Der Opel Omega war ein Pkw der oberen Mittelklasse von Opel. Er kam im Spätsommer 1986 als Nachfolger des Opel Rekord E auf den Markt. Die erste Generation (Omega A) wurde bis Sommer 1993 produziert. Im Frühjahr 1994 folgte der Omega B, der auch das bereits Mitte 1993 eingestellte Topmodell Opel Senator ersetzte. Den Opel Omega gab es als Limousine und als Kombi.
Den Opel Omega A gab es mit:
- Vierzylinder-Ottomotoren von 60 kW/82 PS (1,8 l Hubraum) bis 92 kW/125 PS (2,4 l),
- Sechszylinder-Ottomotoren von 110 kW/150 PS (2,6 l) bis 277 kW/377 PS (3,6 l) und
- einer 2,3-l-Dieselvariante, die sowohl ohne (54 kW/73 PS) als auch mit Turbolader (73 kW/99 PS) angeboten wurde.

Der Omega B wurde mit:
- Vierzylinder-Ottomotoren von 85 kW/115 PS (2,0 l) bis 106 kW/144 PS (2,2 l),
- Sechszylinder-Ottomotoren von 125 kW/170 PS (2,5 l) bis 160 kW/218 PS (3,2 l)
- sowie Vier- und Sechszylinder-Turbodieselmotoren von 74 kW/100 PS (2,0-l-DTi) bis 110 kW/150 PS (2,5-l-DTi) angeboten.

Abgesehen vom bei BMW angekauften konventionellen 2,5 TD (96 kW/130 PS) verfügten alle übrigen im Omega B angebotenen Dieselmotoren bereits über Direkteinspritzung (daher auch die Bezeichnung DTi).
Ein weiterer Unterschied zwischen Omega A und Omega B war bei den Sechszylinder-Ottomotoren die Umstellung von Reihen- auf V-Motoren.
Mitte 2003 wurde die Produktion des Omega beendet, der keinen direkten Nachfolger erhielt. Stattdessen wollte Opel den Omega mit dem auf dem Vectra C basierenden Signum als Topmodell ersetzen, was jedoch misslang. Das lag vor allem daran, dass dieser kein eigenes Modell, sondern lediglich eine Abwandlung des Vectra mit flexiblerem Innenraumkonzept darstellte und das Image für die obere Mittelklasse fehlte.

## Die Baureihen im Überblick

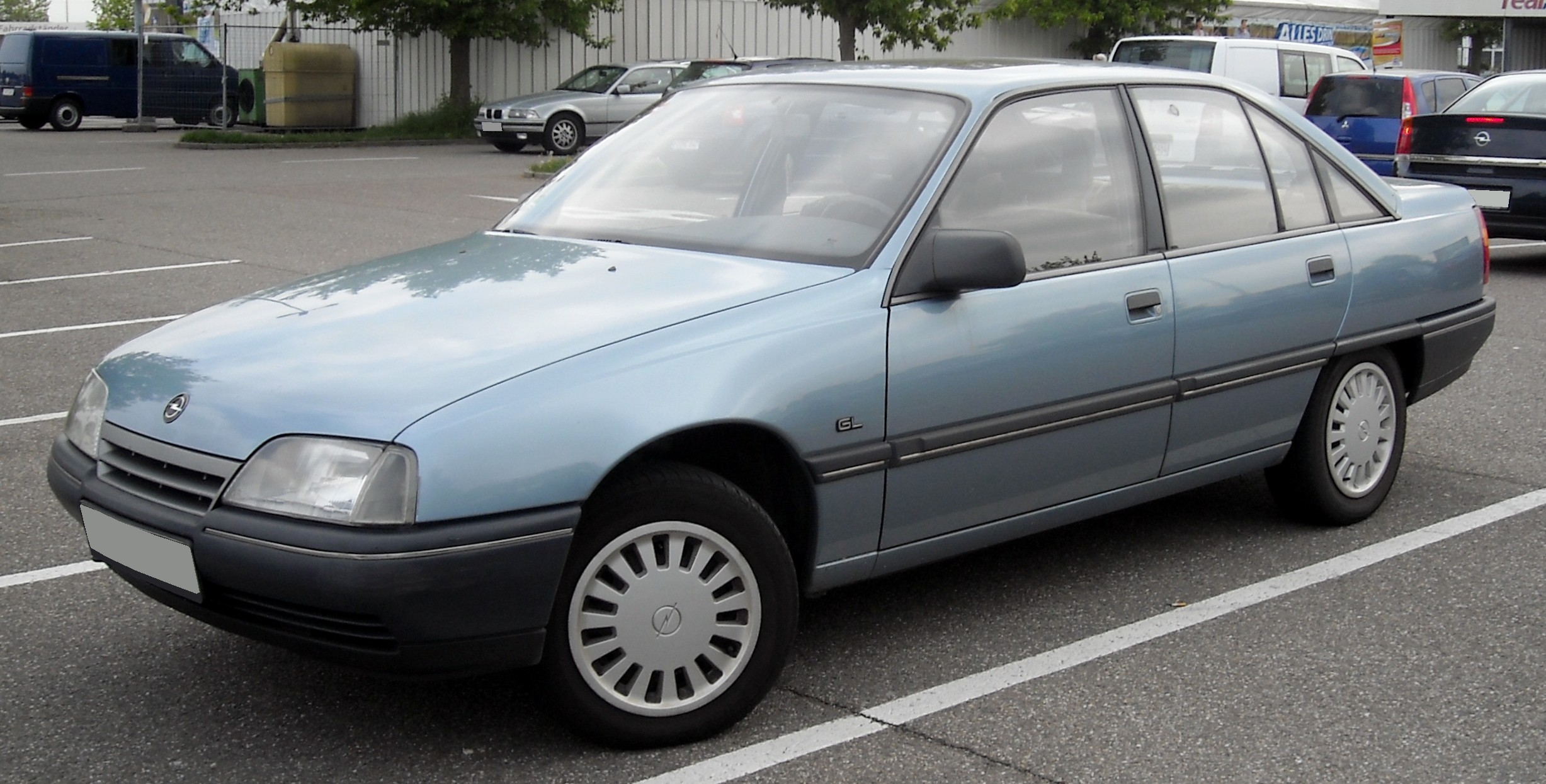
Opel Omega A1 (1986–1990)
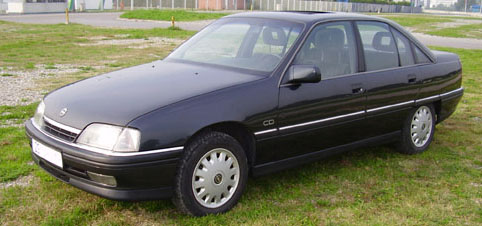
Opel Omega A2 (1990–1993)
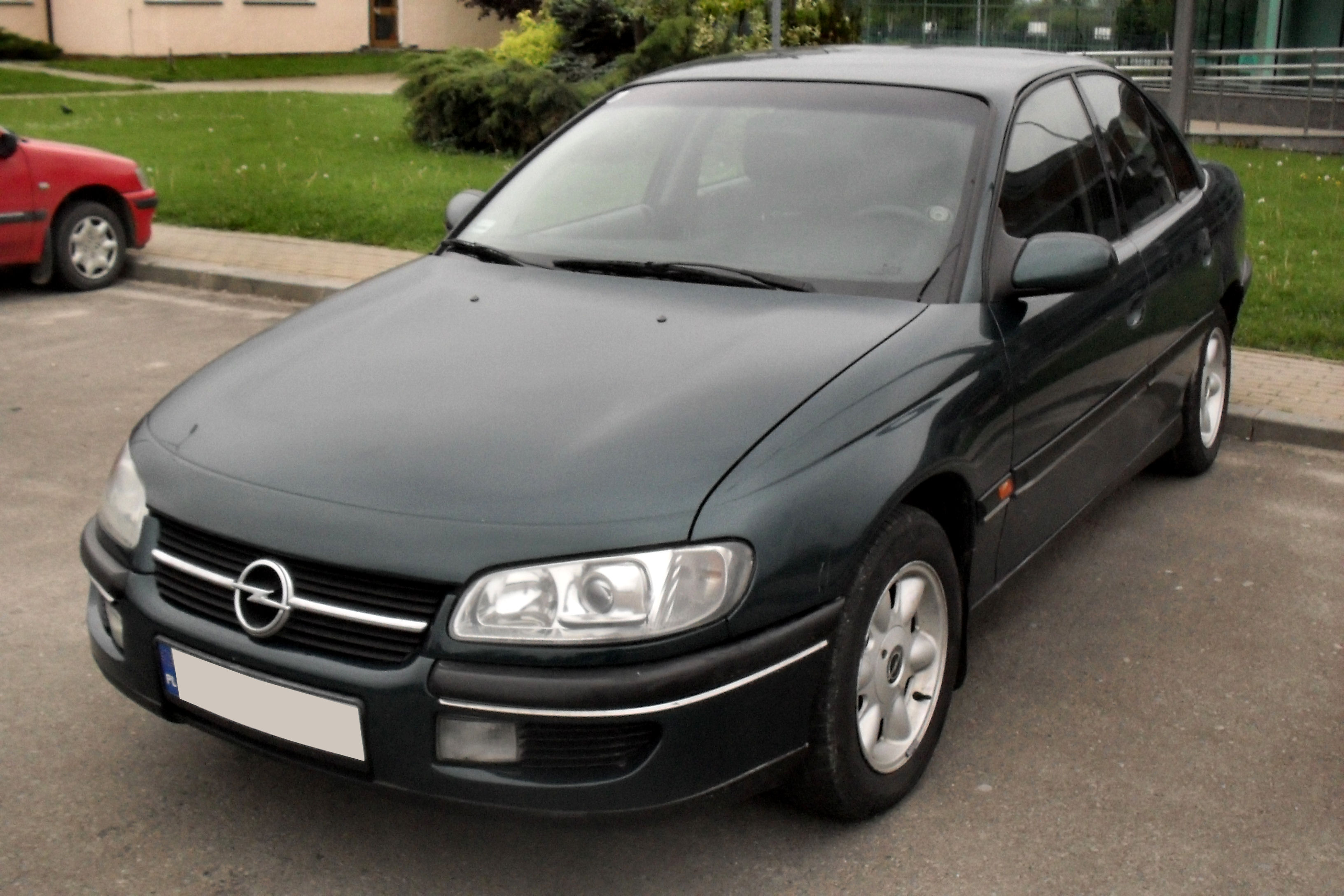
Opel Omega B1 (1994–1999)
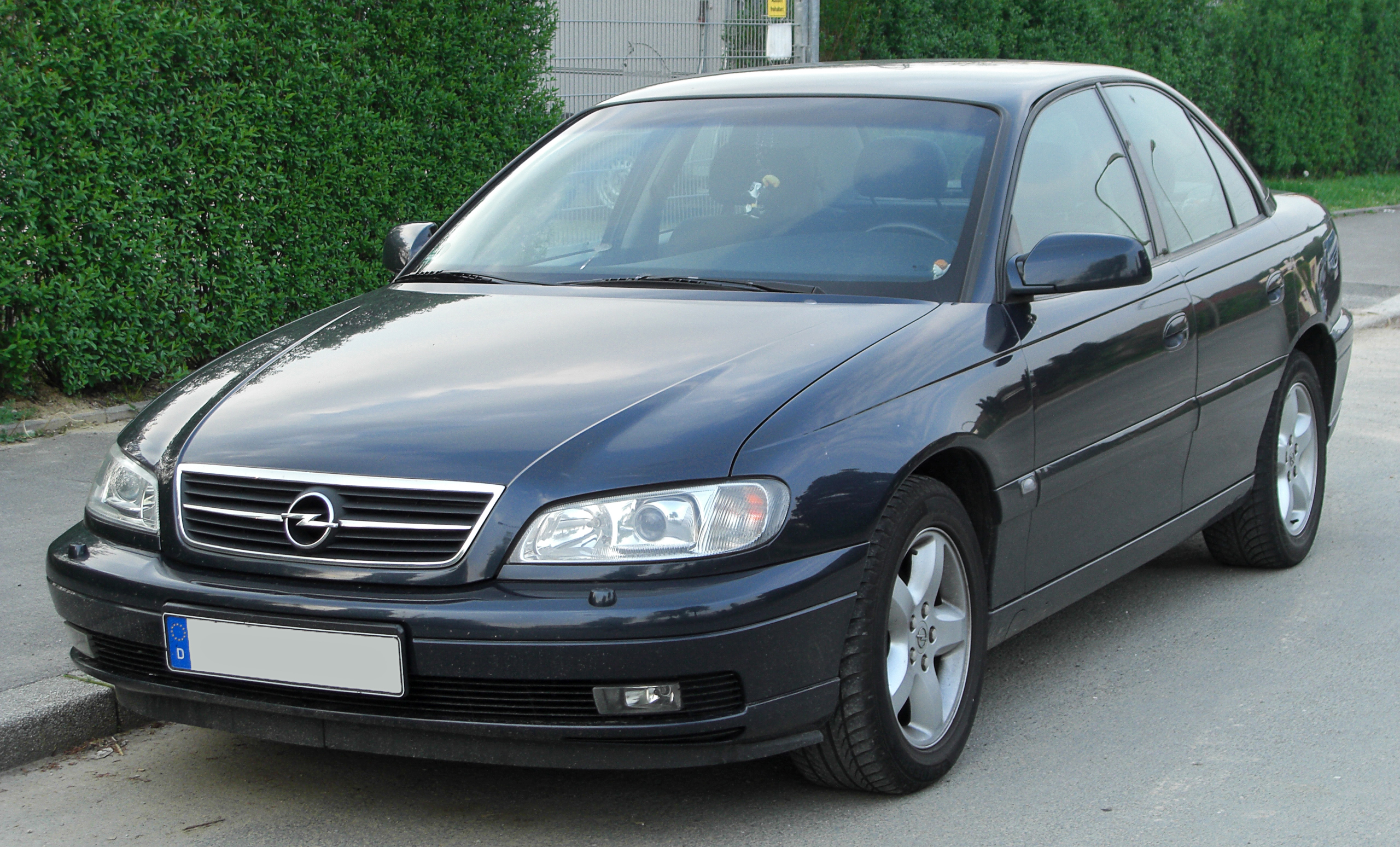
Opel Omega B2 (1999–2003)